# 유만준
유만준(兪晩濬/俞晩濬, 1945년 3월 18일 ~ )는 대한민국의 성우이다. 1965년 연극배우로 활동하다가 1969년 TBC에 입사했으며, 언론통폐합에 따라 현재는 KBS 11기이다. 한국방송 성우극회 소속.

## 주요 출연작품

### 애니메이션
- 배트맨 (투니버스) - 미스터 프리즈
- 카우보이 비밥 (투니버스)
- 조이드 제네시스 (챔프) - 라칸 / 해설 / 의사
- 갓슈벨 (챔프) - 제프 할아버지
- 개구리 왕눈이 (KBS) - 투투(아로미 아버지)

### 애니메이션 영화
- 엘도라도 (KBS)
- 치킨 런 (KBS, 극장) - 파울러
- 미녀와 야수 - 빵집주인
- 포카혼타스 - 케카타
- 뮬란 - 파슈(뮬란의 아버지)
- 뮬란 2 - 파슈(뮬란의 아버지)

### 영화
- 스몰 솔저 (KBS)
- 더 원 (KBS) - 로텍커 / 주인(델로이 린도)
- 복수의 실락원 (KBS) - 켄트럴 (커트우드 스미스)
- LA 컨피덴셜 (KBS) - 스텐(그레이엄 백켈)
- 백발마녀전2 (KBS)
- 크림슨 리버2 (KBS)
- 옥시즌 (KBS)
- 파이어 스톰 (KBS) - 간수(데이빗 프레더릭스)
- 미스터 베이스볼 (KBS) - 우치야마 감독 (타카쿠라 켄)
- 행복한 날들 (KBS)
- 마운틴 패트롤 (KBS) - 마잔린
- 튜니티라 불러다오 (KBS) - 수도승(푸포 드 루카)
- 야마카시 2 (KBS) - 윙 (버트 쿼크)
- 에어 포스 원 (KBS)
- 킬러가 보낸 편지 (KBS)
- 코튼 클럽 (SBS)
- 프레데터 2 (KBS) - 프레데터 (케빈 피터 홀) / 윌리(캐빈 록하트)
- 위험한 진실 (KBS)
- 나의 장미빛 인생 (KBS) - 제롬 아빠
- 프리즌(영어판) (KBS) - 호튼 (알렌 딘 스니더)
- 이중노출 (KBS)
- 치킨 런 (KBS) - 버나드
- 용형호제 2 (KBS) - 아돌프(앨도 샘브렐)
- 마틴을 위한 노래 (KBS) - 의사
- 의천도룡기 (KBS) - 송원교
- 사랑의 마라톤 300마일(KBS) - 아트(에드워드 제임스 올모스)
- 썬더볼트(KBS) - 레이스 코치(가야마 유조)
- 화룡풍운(KBS) - 승상
- 코만도 (KBS) - 아리우스(댄 헤다야)

### 외화
- 판관 포청천 (KBS) - 마송우
- 가면라이더 가부토 (챔프) - 의사

### 방송
- KBS 무대 10년(어느 멋진 날)(KBS 제2라디오)
- KBS 무대 10년(거인의 초상)(KBS 제2라디오)
- KBS 무대 10년(아버지의 선물)(KBS 제2라디오)
- KBS 무대(카사노바 따라잡기)(KBS 한민족, 제1,3라디오)
- KBS 무대(아내를 죽였습니다)(KBS 한민족, 제1,3라디오)
- 79년 마산(MBC경남 표준FM)